# 1912년 하계 올림픽 메달 집계
1912년 하계 올림픽 메달 집계는 1912년 하계 올림픽에서 획득한 메달 순으로 매긴 각국의 국가 올림픽 위원회들의 목록이다.

## 메달 집계
다음은 국제 올림픽 위원회에서 제공하는 정보를 토대로 한 표로, 금메달 · 은메달 · 동메달의 수 순서로 랭킹을 매긴다. 금은동의 수가 모두 동률일 경우, 같은 순위가 되고 IOC 국가 부호의 알파벳 순으로 목록에 표시한다.
주최국인 스웨덴은 연보라색으로 표시되어 있다.
  주최국 (스웨덴)
| 순위 | 국가            | 금메달 | 은메달 | 동메달 | 합계 |
| ---- | --------------- | ------ | ------ | ------ | ---- |
| 1    | 미국            | 25     | 19     | 19     | 63   |
| 2    | 스웨덴          | 24     | 24     | 17     | 65   |
| 3    | 영국            | 10     | 15     | 16     | 41   |
| 4    | 핀란드          | 9      | 8      | 9      | 26   |
| 5    | 프랑스          | 7      | 4      | 3      | 14   |
| 6    | 독일            | 5      | 13     | 7      | 25   |
| 7    | 남아프리카 연방 | 4      | 2      | 0      | 6    |
| 8    | 노르웨이        | 4      | 1      | 4      | 9    |
| 9    | 헝가리          | 3      | 2      | 3      | 8    |
| 9    | 캐나다          | 3      | 2      | 3      | 8    |
| 11   | 이탈리아        | 3      | 1      | 2      | 6    |
| 12   | 오스트랄라시아  | 2      | 2      | 3      | 7    |
| 13   | 벨기에          | 2      | 1      | 3      | 6    |
| 14   | 덴마크          | 1      | 6      | 5      | 12   |
| 15   | 그리스          | 1      | 0      | 1      | 2    |
| 16   | 러시아          | 0      | 2      | 3      | 5    |
| 17   | 오스트리아      | 0      | 2      | 2      | 4    |
| 18   | 네덜란드        | 0      | 0      | 3      | 3    |
| 합계 | 합계            | 103    | 104    | 103    | 310  |